# Схерпенхёйзен, Хендрик
Хендрик Доротеус Схерпенхёйзен (нидерл. Hendrik Dorotheus Scherpenhuijzen, 3 апреля 1882 — 28 июня 1971) — нидерландский фехтовальщик-саблист, призёр Олимпийских игр.

## Биография
Родился в 1882 году в Роттердаме. В 1924 году стал обладателем в составе команды бронзовой медали Олимпийских игр в Париже.